# イェニ・アダナ・スタデュム
イェニ・アダナ・スタデュム（トルコ語 : Yeni Adana Stadyumu、英語 : New Adana Stadium）は、トルコ・アダナにあるサッカー専用スタジアム。収容人数は33,543人であり、アダナスポルがホームスタジアムとして使用している。

## 概要
2021年2月19日、アダナスポルとアルタイSKの試合でこけら落としとなり、ポルトガル人のマルコ・パイシャンがスタジアム初得点を挙げた。またこの試合にはトルコ大統領であるレジェップ・タイイップ・エルドアンが出席した。

## ギャラリー

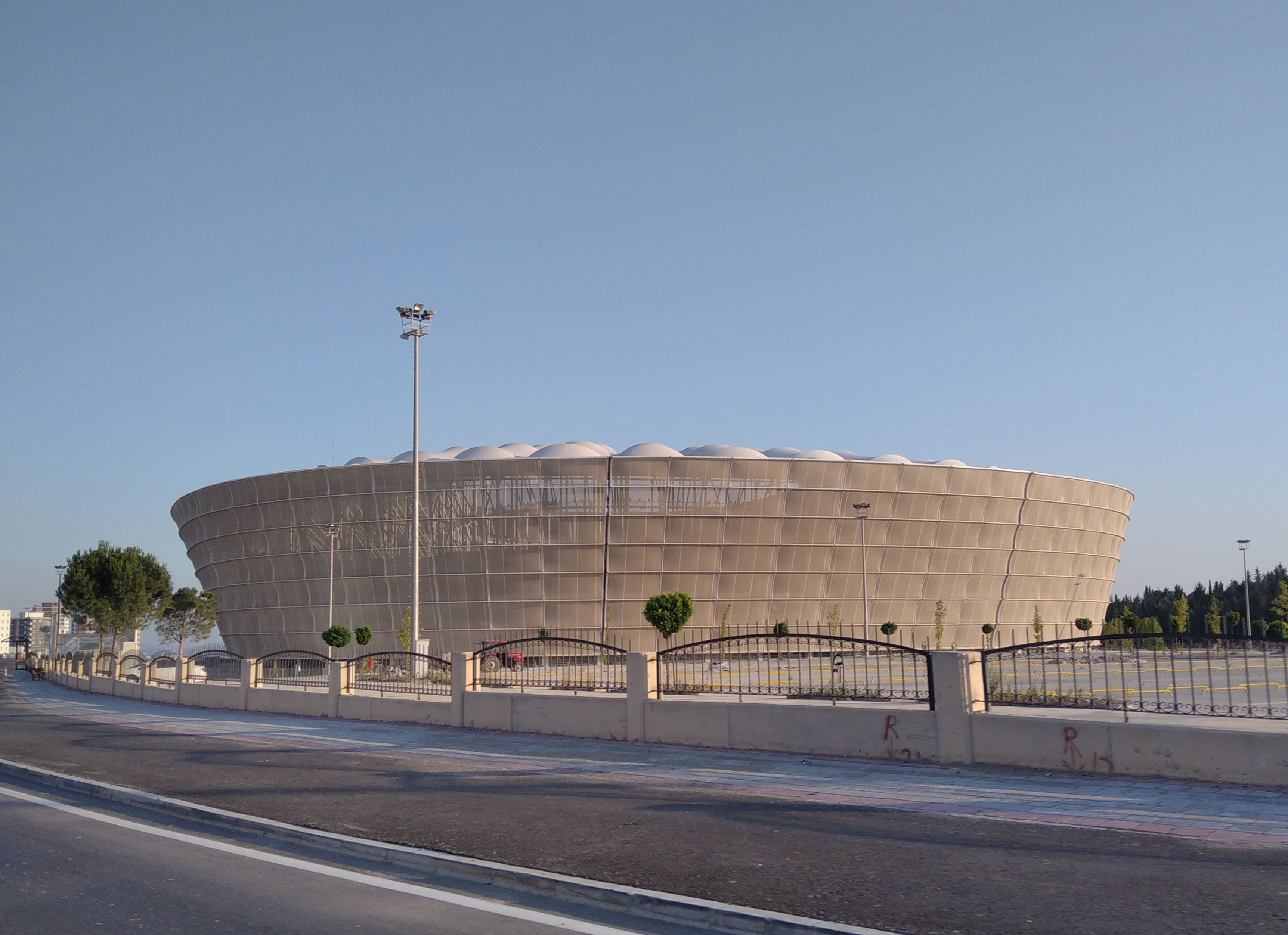
外観
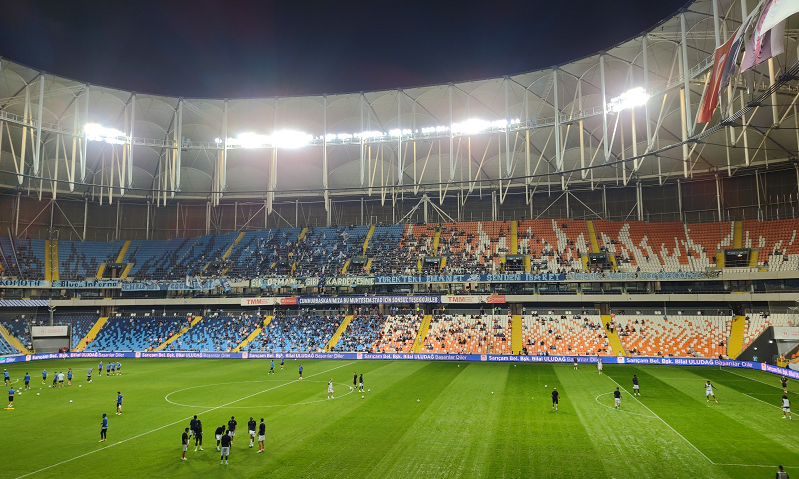
内観
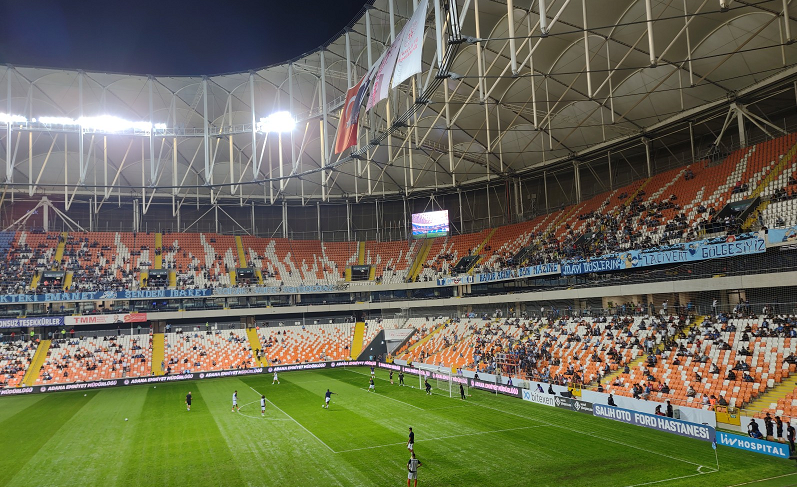
内観2
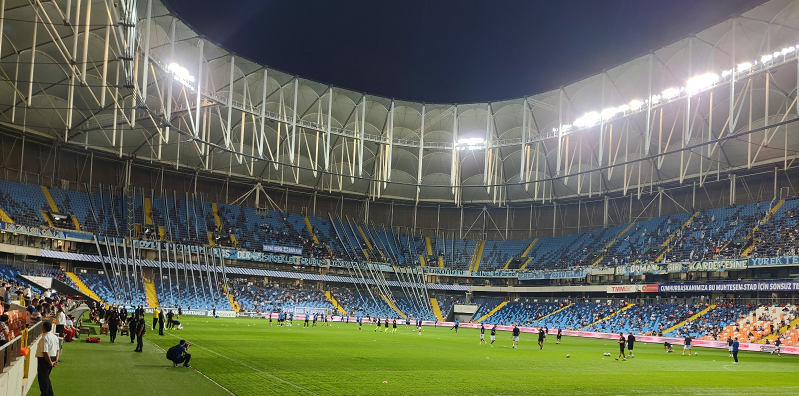
内観3